# 13 سبتمبر
- السبت
- الأحد
- الاثنين
- الثلاثاء
- الأربعاء
- الخميس
- الجمعة

- 307 ربيع الأول 1447  هـ
- 318 ربيع الأول 1447  هـ
- 19 ربيع الأول 1447  هـ
- 210 ربيع الأول 1447  هـ
- 311 ربيع الأول 1447  هـ
- 412 ربيع الأول 1447  هـ
- 513 ربيع الأول 1447  هـ
- 614 ربيع الأول 1447  هـ
- 715 ربيع الأول 1447  هـ
- 816 ربيع الأول 1447  هـ
- 917 ربيع الأول 1447  هـ
- 1018 ربيع الأول 1447  هـ
- 1119 ربيع الأول 1447  هـ
- 1220 ربيع الأول 1447  هـ
- 1321 ربيع الأول 1447  هـ
- 1422 ربيع الأول 1447  هـ
- 1523 ربيع الأول 1447  هـ
- 1624 ربيع الأول 1447  هـ
- 1725 ربيع الأول 1447  هـ
- 1826 ربيع الأول 1447  هـ
- 1927 ربيع الأول 1447  هـ
- 2028 ربيع الأول 1447  هـ
- 2129 ربيع الأول 1447  هـ
- 2230 ربيع الأول 1447  هـ
- 231 ربيع الآخر 1447  هـ
- 242 ربيع الآخر 1447  هـ
- 253 ربيع الآخر 1447  هـ
- 264 ربيع الآخر 1447  هـ
- 275 ربيع الآخر 1447  هـ
- 286 ربيع الآخر 1447  هـ
- 297 ربيع الآخر 1447  هـ
- 308 ربيع الآخر 1447  هـ
- 19 ربيع الآخر 1447  هـ
- 210 ربيع الآخر 1447  هـ
- 311 ربيع الآخر 1447  هـ

13 سبتمبر أو 13 أيلول أو يوم 13 \ 9 (اليوم الثالث عشر من الشهر التاسع) هو اليوم السادس والخمسون بعد المئتين (256) من السنوات البسيطة، أو اليوم السابع والخمسون بعد المئتين (257) من السنوات الكبيسة وفقًا للتقويم الميلادي الغربي (الغريغوري). يبقى بعده 109 يوما لانتهاء السنة.

## أحداث
- 1882 - هزيمة أحمد عرابي في معركة التل الكبير وبداية الاحتلال الإنجليزي لمصر.
- 1889 - وصول جثمان يوسف بك كرم إلى زغرتا في جبل لبنان.
- 1936 - اندلاع معارك كبرى في القدس إثر احتلال الجيش البريطاني لمخفر البراق في المدينة.
- 1940 - القوات الإيطالية تغزو مصر وذلك أثناء الحرب العالمية الثانية.
- 1943 - تنصيب شيانج كاي شيك رئيسًا لتايوان.
- 1955 -
  - إقامة علاقات دبلوماسية بين ألمانيا الغربية والاتحاد السوفيتي لأول مرة منذ الحرب العالمية الثانية.
  - أمين العام الحزب الحر الدستوري الجديد صالح بن يوسف يعود إلى تونس ليعلن معارضته لاتفاقيات الاستقلال الداخلي الموقع عليها في 3 يونيو من نفس العام، وانشق الحزب بذلك إلى شقين وتحول الصراع بينهما إلى مصادمات واغتيالات.
- 1968 - ألبانيا تنسحب من حلف وارسو.
- 1970 - بداية الصدام المسلح بين الجيش الأردني ومنظمة التحرير الفلسطينية فيما يعرف باسم أحداث أيلول الأسود.
- 1988 - الملك فهد بن عبد العزيز يضع حجر الأساس لتوسعة المسجد الحرام في مكة.
- 1993 - ياسر عرفات وإسحاق رابين يوافقان على اتفاقية أوسلو القاضية بمنح الفلسطينيين الحكم الذاتي على أراضي السلطة الفلسطينية.
- 2001 - السلطات الأمريكية تسمح بتسيير جزئي للرحلات الجوية المدنية فوق أجواء الولايات المتحدة وذلك بعد منع أي طائرة ركاب من التحليق لمدة يومين بعد هجمات 11 سبتمبر.
- 2013 - الحكم على المتهمين الأربعة في قضية الاغتصاب الجماعي في دلهي بالإعدام شنقاً.
- 2015 -
  - الصحفية الفرنسية المشهورة كلار شازال تنهي مسيرتها في تقديم الأخبار في قناة تي أف 1، وتحقق رقما قياسيا في آخر نشرة تقدمها بـ10.2 مليون مشاهد.
  - ألمانيا وسلوفاكيا والنمسا توقفان مؤقتاً العمل ببند اتفاقية شنغن لحرية التنقل.
- 2017 -
  - فوز حليمة يعقوب بِرئاسة سنغافورة بعد اعتبارها المُرشَّح الوحيد المُؤهَّل لِهذا المنصب، لِتُصبح بذلك أوَّل امرأة تتولَّى رئاسة دولتها.
  - الجمعية العمومية للجنة الأولمبية الدولية تقرر إسناد شرف تنظيم دورتي الألعاب الصيفية: 2024 لمدينة باريس و2028 لمدينة لوس أنجلوس.

## مواليد
- 786 - المأمون، خليفة عباسي.
- 1475 - تشيزري بورجا، كاردينال إيطالي.
- 1819 - كلارا شومان، موسيقية ألمانية.
- 1860 - الجنرال جون بيرشنغ، عسكري أمريكي.
- 1863 - آرثر هندرسون، سياسي بريطاني حاصل على جائزة نوبل للسلام عام 1934.
- 1876 - شيروود أندرسون، روائي وقاص أمريكي.
- 1877 - فيلهلم فيلشنر، رحالة ألماني.
- 1886 - روبرت روبنسون، عالم كيمياء إنجليزي حاصل على جائزة نوبل في الكيمياء عام 1947.
- 1887 - ليو بولد روزيتشكا، عالم كيمياء كرواتي حاصل على جائزة نوبل في الكيمياء عام 1939.
- 1903 - رياض القصبجي، ممثل مصري.
- 1916 - روالد دال، روائي بريطاني.
- 1924 -
  - إبراهيم سعفان، ممثل مصري.
  - موريس جار، موسيقي فرنسي.
- 1936 - منى نور الدين، ممثلة تونسية.
- 1938 - جون سميث، سياسي بريطاني.
- 1940 - أوسكار آرياس سانشيز، رئيس كوستاريكا حاصل على جائزة نوبل للسلام عام 1987.
- 1941 -
  - أحمد نجدت سيزر، رئيس تركيا.
  - تاداو أندو، معماري ياباني.
  - إد روبرتس، مهندس أمريكي.
- 1944 - جاكلين بيسيه، ممثلة إنجليزية.
- 1952 - بيونة، ممثلة جزائرية.
- 1967 - مايكل جونسون، لاعب ألعاب قوى أمريكي.
- 1970 - يوكي ماتسوكا، ممثلة أداء صوتي يابانية.
- 1971 - غوران إيفانيسيفيش، لاعب كرة مضرب كرواتي.
- 1973 - فابيو كانافارو، لاعب كرة قدم إيطالي.
- 1975 - عبير أحمد، ممثلة مصرية تعمل في الكويت.
- 1978 -
  - مشعل الجاسر، ممثل كويتي.
  - يلدا، ممثلة إيرانية تعمل في الكويت.
- 1980 - كيث أندروز، لاعب كرة قدم أيرلندي.
- 1985 - بدر الحمود، مخرج سعودي.
- 1986 - فؤاد علي، ممثل أردني يعمل في الكويت.
- 1989 - توماس مولر، لاعب كرة قدم ألماني.
- 1993 - نايل هوران، مغني أيرلندي.
- 1997 - رزان النجار، ممرضة فلسطينية.

## وفيات
- 81 - الإمبراطور تيتوس، إمبراطور روماني العاشر.
- 1592 - ميشيل دي مونتين، كاتب فرنسي.
- 1598 - الملك فيليب الثاني، ملك إسبانيا.
- 1612 - الملكة كارين مونستودر، زوجة إريك الرابع عشر ملك السويد.
- 1936 - محمد بن مطهر الغشم، عالم مسلم وفقيه زيدي وقاضي يمني.
- 1946 - آمون غوث، ضابط ألماني نازي.
- 1949 - أوغست كروغ، طبيب دنماركي حاصل على جائزة نوبل في الطب عام 1920.
- 1957 - سراج منير، ممثل مصري.
- 1959 - محمد القزلجي، عالم وفقيه عراقي.
- 1971 - لين بياو، سياسي وعسكري صيني.
- 1996 - توباك شاكور، مغني وممثل أمريكي.
- 1998 - جورج والاس، سياسي أمريكي.
- 2006 - آن ريتشاردز، سياسية أمريكية.
- 2012 - إسماعيل عبد الحافظ، مخرج مصري.
- 2017 - خليل العبويني، شاعر أردني.
- 2022 - عبد الرحمان مهداوي، لاعب ومدرب كرة قدم جزائري.

## أعياد ومناسبات
- اليوم العالمي للقانون.

## وصلات خارجية
- وكالة الأنباء القطريَّة: حدث في مثل هذا اليوم.
- النيويورك تايمز: حدث في مثل هذا اليوم.
- BBC: حدث في مثل هذا اليوم.